# Alania
Classification APG III (2009)
Genre
Répartition géographique
Alania est un genre monotypique de plantes Bulbeuse appartenant à la famille des Boryacées.
L'unique espèce Alania cunninghamii est originaire de Nouvelle-Galles du Sud en Australie.

## Liste des espèces
Selon World Checklist of Selected Plant Families (WCSP) (16 avr. 2010) :
- genre Alania Endl. (1836)
  - Alania cunninghamii  Steud., Nomencl. Bot., ed. 2 (1840)

Selon NCBI (16 avr. 2010) :
- genre Alania
  - Alania endlicheri